# Markéta Eleonora Lichnovská
Markéta Eleonora Lichnovská z Voštic (německy Margarethe Eleonore von Lichnowsky, provdaná Lanckorońska, také používala polskou podobu jména Małgorzata Lanckorońska, 24. září 1863 Hradec nad Moravicí – 8. dubna 1954 Vídeň) byla pruská a rakouská šlechtična z rodu Lichnovských z Voštic, manželka polského hraběte Karla Lanckorońského.

## Životopis

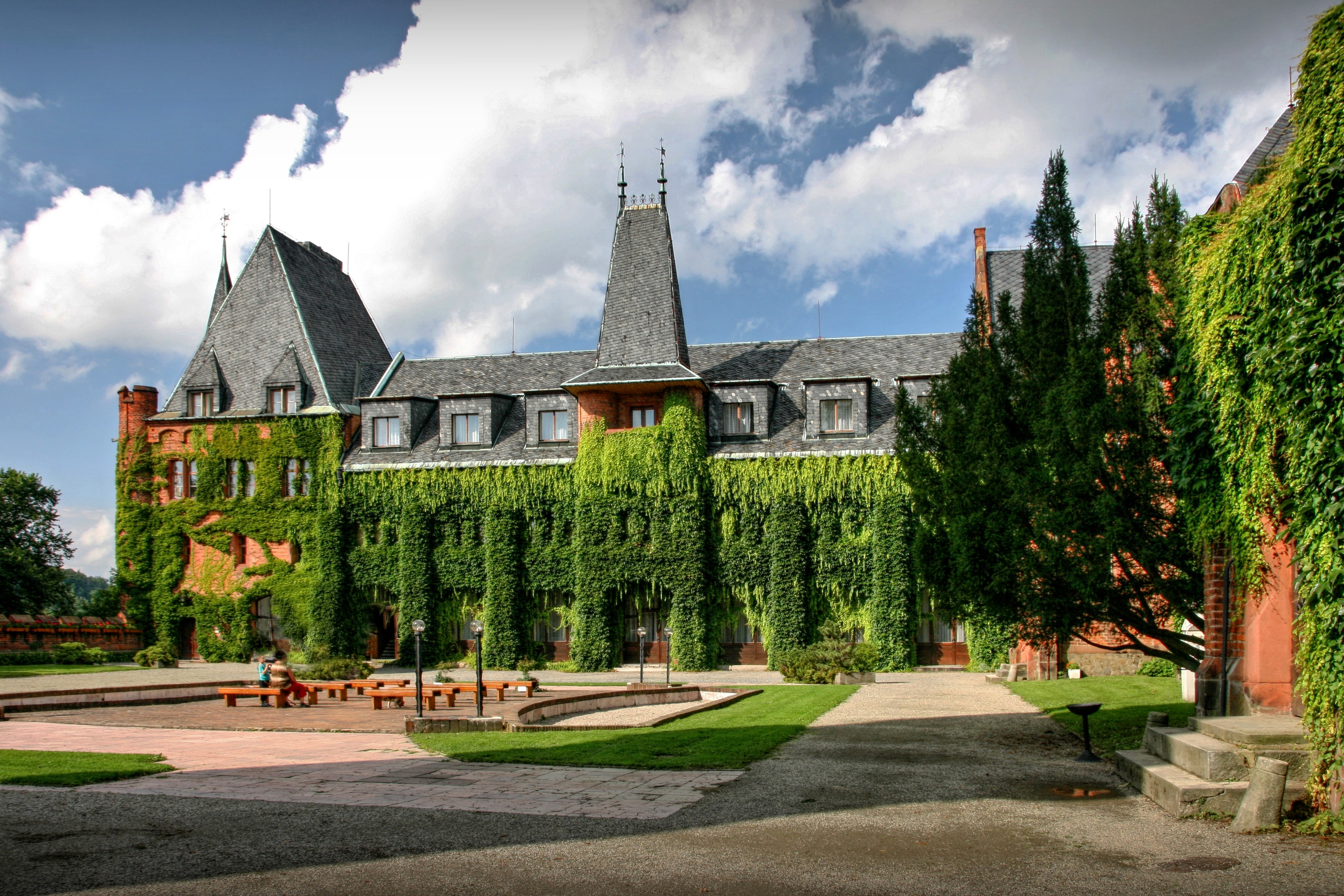
Zámek Lichnovských v Hradci nad Moravicí

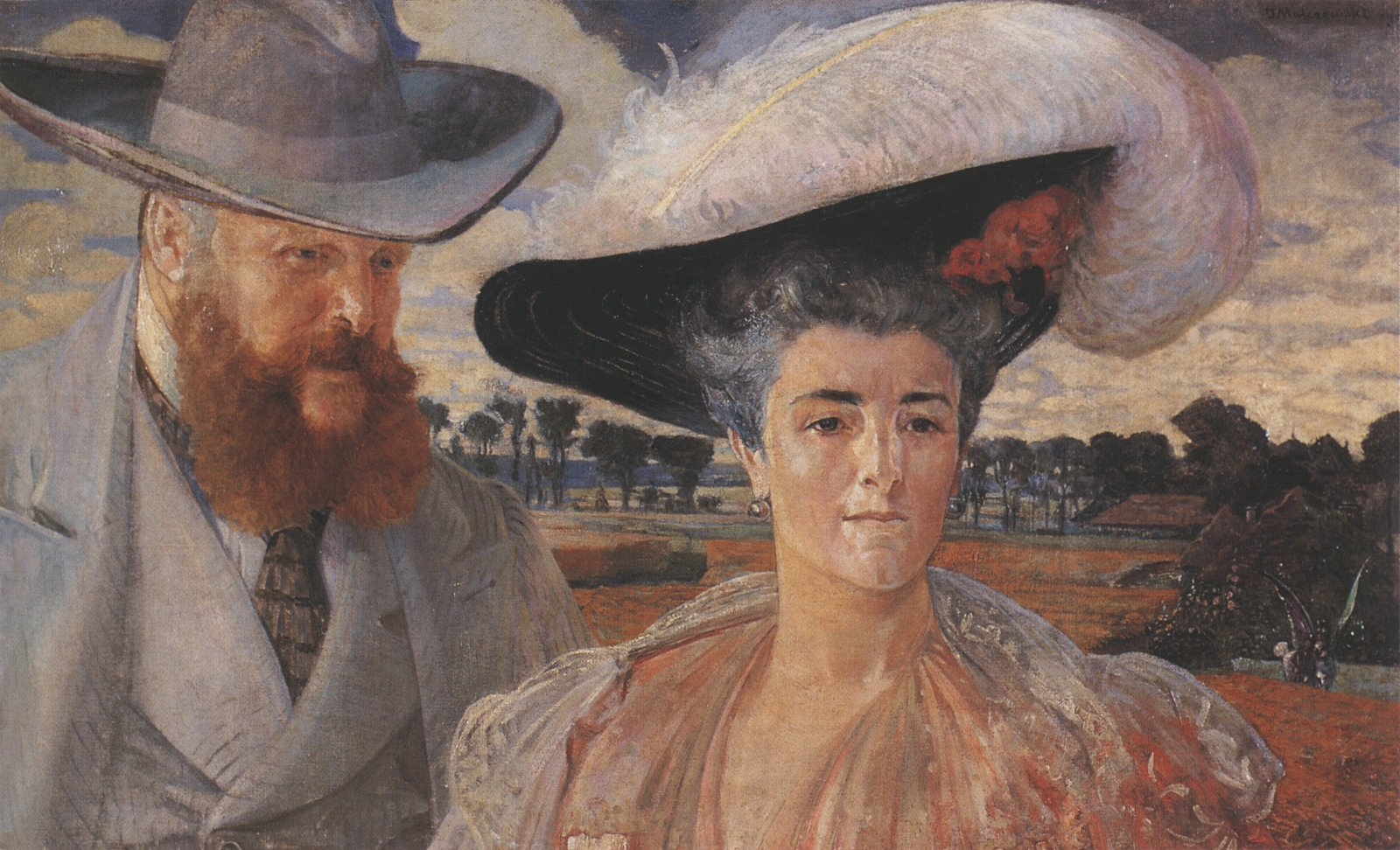
Portrét hraběte Karla Lanckorońského a Makéty (Jacek Malczewski, 1905)

Markéta Eleonora se narodila 24. září 1863 v Hradci nad Moravicí jako Markéta Eleonora Marie Karolína hraběnka Lichnovská z Voštic, druhá dcera a třetí dítě knížete Karla Marii Lichnovského a jeho manželky, francouzské kněžny Marie z Croÿ. Měla starší sestru Marii Karolínu a bratra Karla Maxe, který působil jako německý velvyslanec ve Velké Británii a člen horní komory pruského parlamentu.

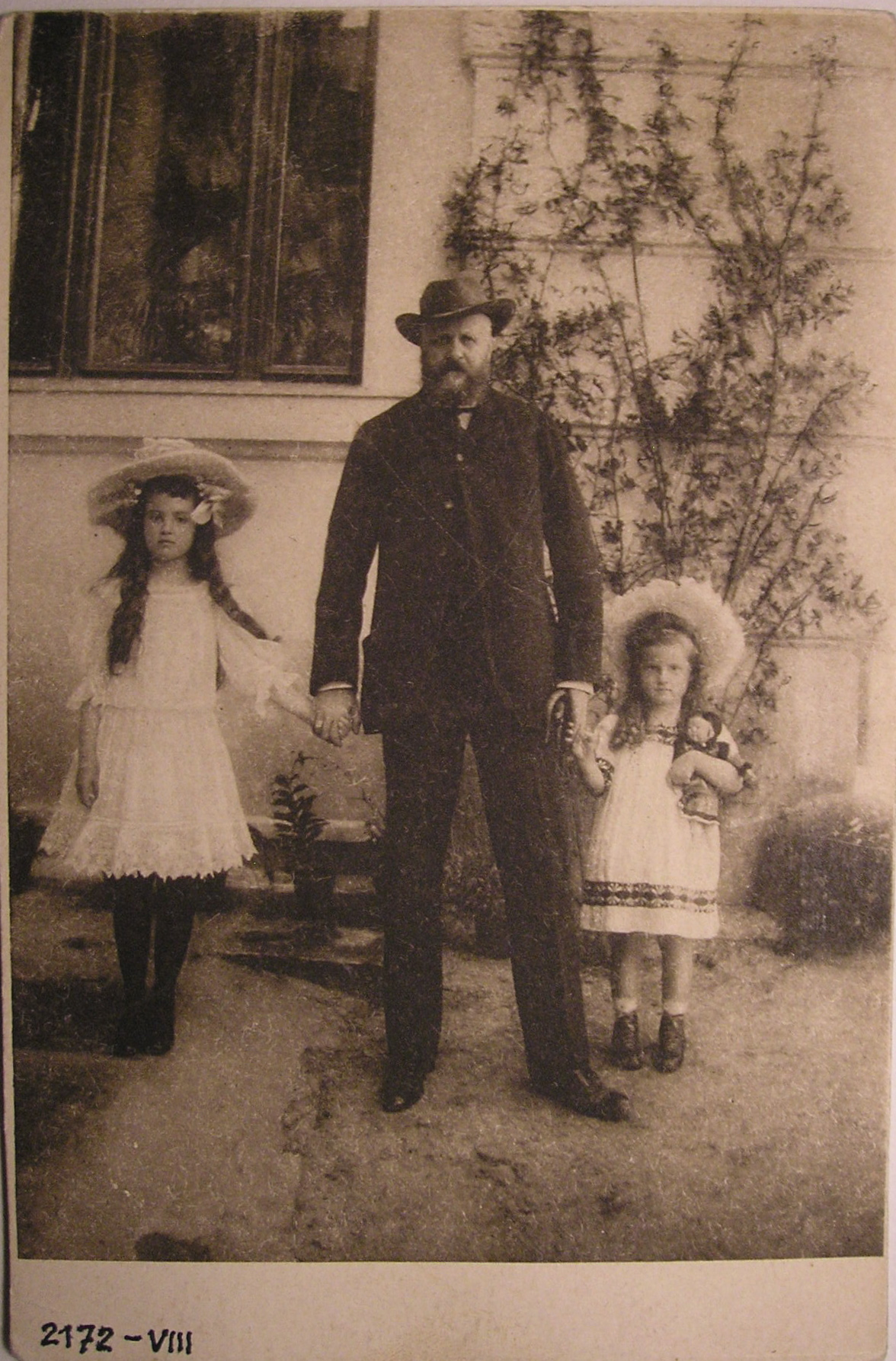
Manžel Karel s dcerami

Dne 14. července 1897 se 33letá Markéta Eleonora v rodném Hradci nad Moravicí  provdala za 48letého dvakrát ovdovělého hraběte Karla Lanckorońského. Ženich měl čtyřletého syna z předchozího manželství. Pár měl dvě dcery:
- 1. Karolína (11. 8. 1898 Gars am Kamp – 25. 8. 2002 Řím), polská historička, svobodná a bezdětná[5][6]
- 2. Adléta (5. 2. 1903 Vídeň – 15. 9. 1980 Curych), svobodná a bezdětná[7]

Rodina sídlila v paláci Lanckorońských ve Vídni, v němž bylo veliké množství uměleckých předmětů a bylo zároveň místem setkávání mnohých umělců a šlechticů.
Rodina také vlastnila palác v Rozdole u Lvova, který byl do roku 1908 přestavěn ve stylu francouzské novorenesance a měl všechny výhody tehdejší civilizace. - elektrické osvětlení, vodovod, telefon.  Byla v ní umístěna také velká sbírka uměleckých předmětů, včetně galerie obrazů s díly Raffaela a či Rembrandta, zbraní, orientálních koberců a tapisérií, porcelánu a knihovnu čítající na 20 tisících svazků. 
Karel také vlastnil mnohá panství v Polsku a Haliči, která však byla zkonfiskována po první světové válce. Zůstaly pozemky ve Štýrsku.
Karel Lanckoroński zemřel v létě 1933. Markéta pak 8. dubna 1954 ve Vídni.